# طواف إسبانيا 2007
طواف إسبانيا 2007 هو سباق دراجات هوائية، تكون السباق من 21 مرحلة وامتدّ لمسافة 3241 كم بسرعة 40.01 كم/س، استغرق السباق 80 ساعة 59 دقيقة 07 ثانية. فاز به الروسي دينيس مينتشوف.